# Massanutten (Virginia)
Massanutten es un lugar designado por el censo en el condado de Rockingham, Virginia  (Estados Unidos). Según el censo de 2010 tenía una población de 2.291 habitantes.

## Demografía
Según el censo del 2000, Massanutten tenía 1.945 habitantes, 751 viviendas, y 582 familias. La densidad de población era de 52,4 habitantes por km².
De las 751 viviendas en un 35,4%  vivían niños de menos de 18 años, en un 67,6%  vivían parejas casadas, en un 6,1% mujeres solteras, y en un 22,4% no eran unidades familiares. En el 16,1% de las viviendas  vivían personas solas el 3,3% de las cuales correspondía a personas de 65 años o más que vivían solas. El número medio de personas viviendo en cada vivienda era de 2,59 y el número medio de personas que vivían en cada familia era de 2,91.
Por edades la población se repartía de la siguiente manera: un 24,3% tenía menos de 18 años, un 5,9% entre 18 y 24, un 35,2% entre 25 y 44, un 25,1% de 45 a 60 y un 9,5% 65 años o más.
La edad media era de 37 años.  Por cada 100 mujeres de 18 o más años  había 96,3 hombres.
La renta media por vivienda era de 61.316$ y la renta media por familia de 61.957$. Los hombres tenían una renta media de 44.010$ mientras que las mujeres 27.596$. La renta per cápita de la población era de 24.292$. En torno al 2,4% de las familias y el 3,2% de la población estaban por debajo del umbral de pobreza.

## Localidades adyacentes
El siguiente diagrama muestra a las localidades más próximas a Massanutten.